# Eremoleon impluviatus
Eremoleon impluviatus is een insect uit de familie van de mierenleeuwen (Myrmeleontidae), die tot de orde netvleugeligen (Neuroptera) behoort. 
Eremoleon impluviatus is voor het eerst wetenschappelijk beschreven door Gerstäcker in 1894.